# バライロ
「バライロ」は、2010年6月2日に発売されたSunSet Swishの12作目のシングル。

## 解説
3rdアルバム『夕暮れマエストロ』リリース後最初の作品。初回生産盤にはビデオクリップを収録したDVDが付属。
8thシングル「PASSION」以来となるテレビドラマ主題歌である。

## 収録曲
1. バライロ [3:45] 
（作詞/作曲：冨田勇樹、編曲：松浦晃久、SunSet Swish）
MBS・TBS系深夜ドラマ『三代目明智小五郎〜今日も明智が殺される〜』主題歌。
シングルA面曲としては初めて石田以外が作曲を行った楽曲である。
2. As We Are [4:33]
（作詞/作曲：石田順三、編曲:松浦晃久、SunSet Swish）
3. バライロ (Instrumental) [3:45]

### DVD収録映像
1. バライロ (Video Clip)

## 収録アルバム
- SunSet Swish 5th Anniversary Complete Best（#1）